# AV端子

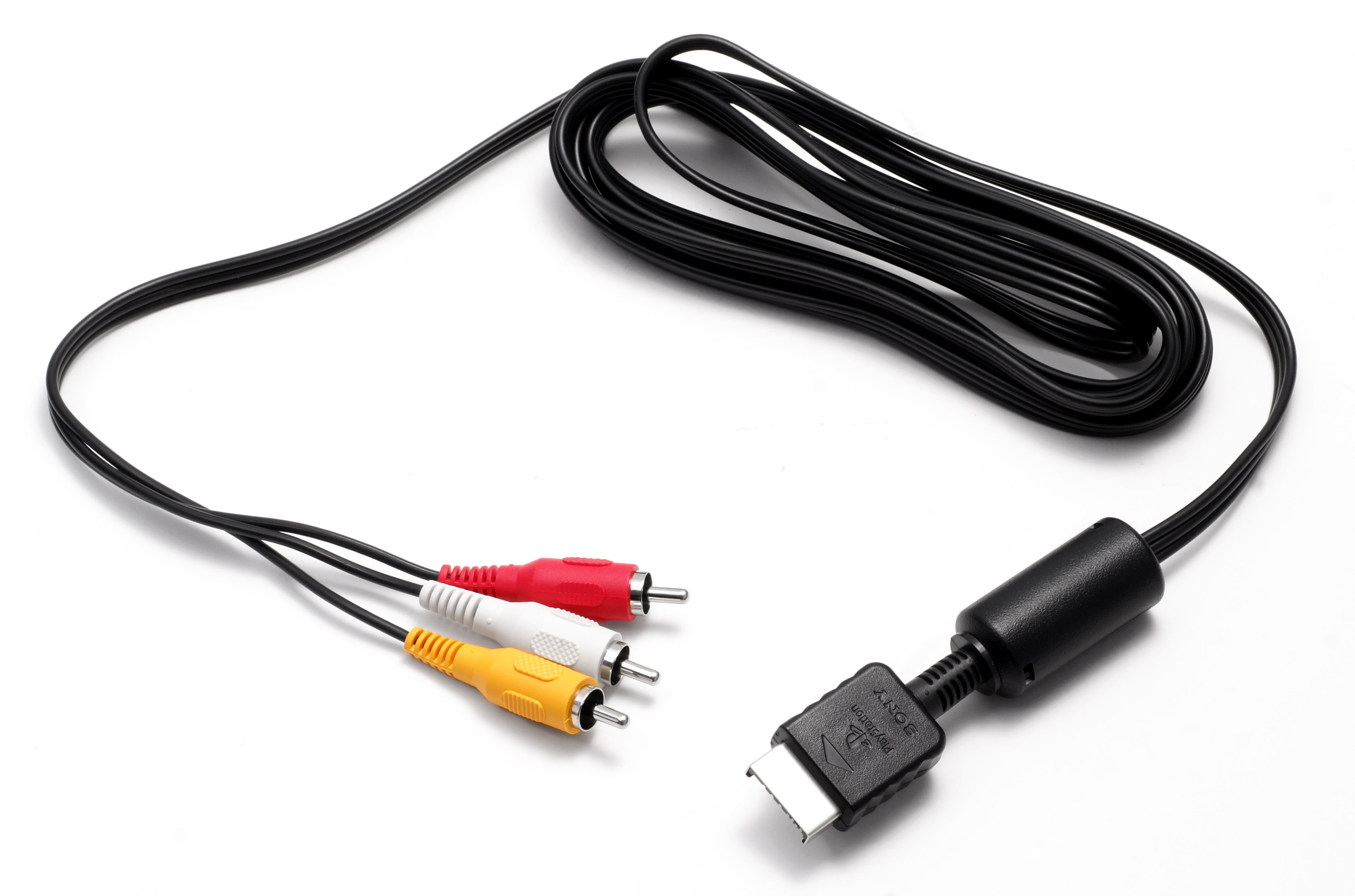
AV端子の例：RCA端子、Audio（ステレオ音声信号）とVideo（コンポジット映像信号、黄色）のプラグ

AV端子（AVたんし）とは、音響機器や映像機器（AV機器）同士を接続し、音声・映像等の信号をやり取りするために使われる接続端子の総称。端子形状や流れる信号の規格により様々なものがある。また単に「AV端子」はRCA端子を示すことが多い。
テレビにおいて外部入出力端子が登場するまでは、RF接続（テレビのアンテナ端子に専用のコネクターを接続し、VHFテレビ放送の空きチャンネル（地域により1or2）を利用する）が一般的であった。

## 端子の形状による分類

端子の形状
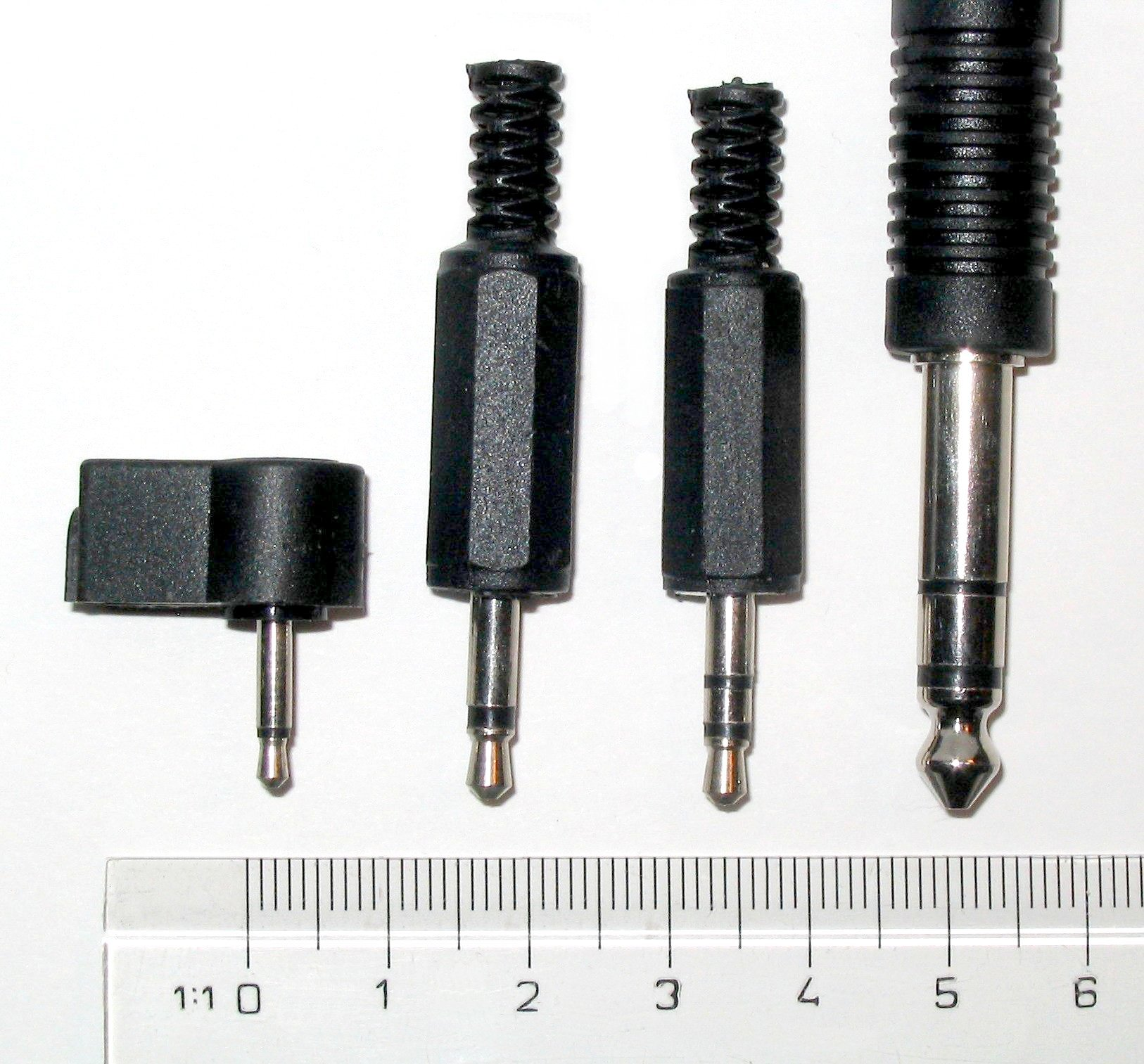
フォーン端子
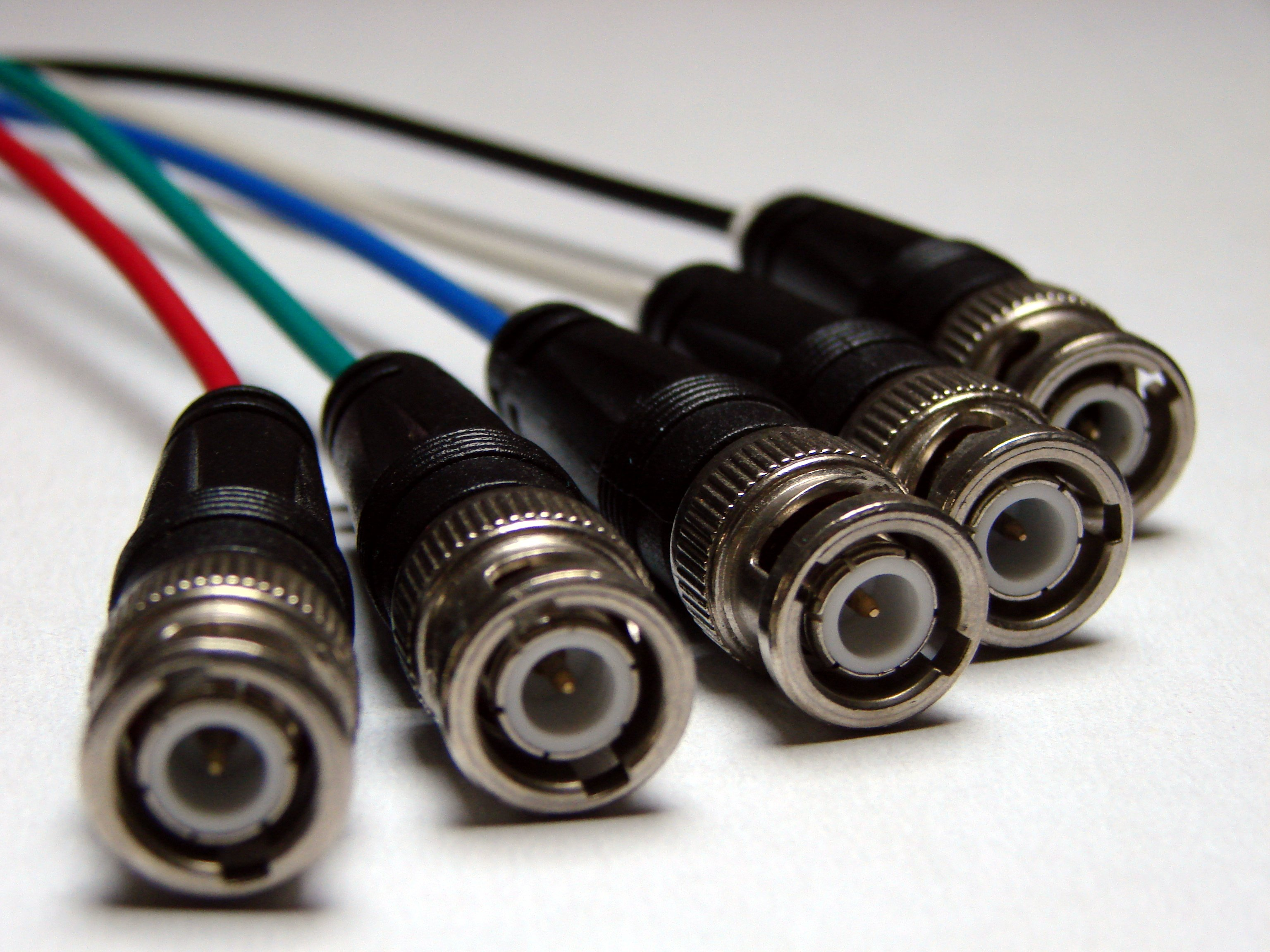
BNC端子
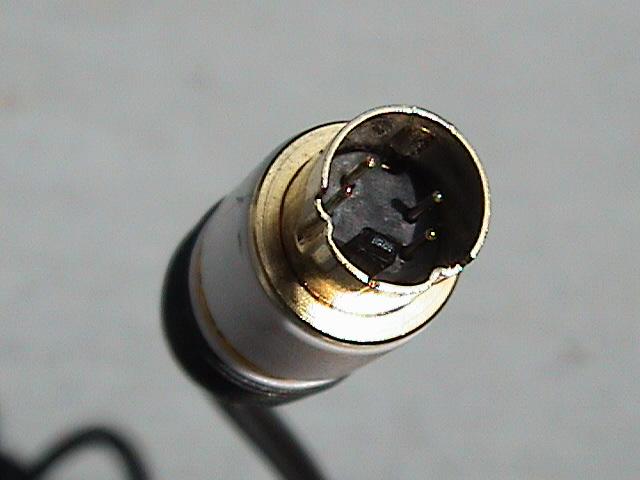
S端子
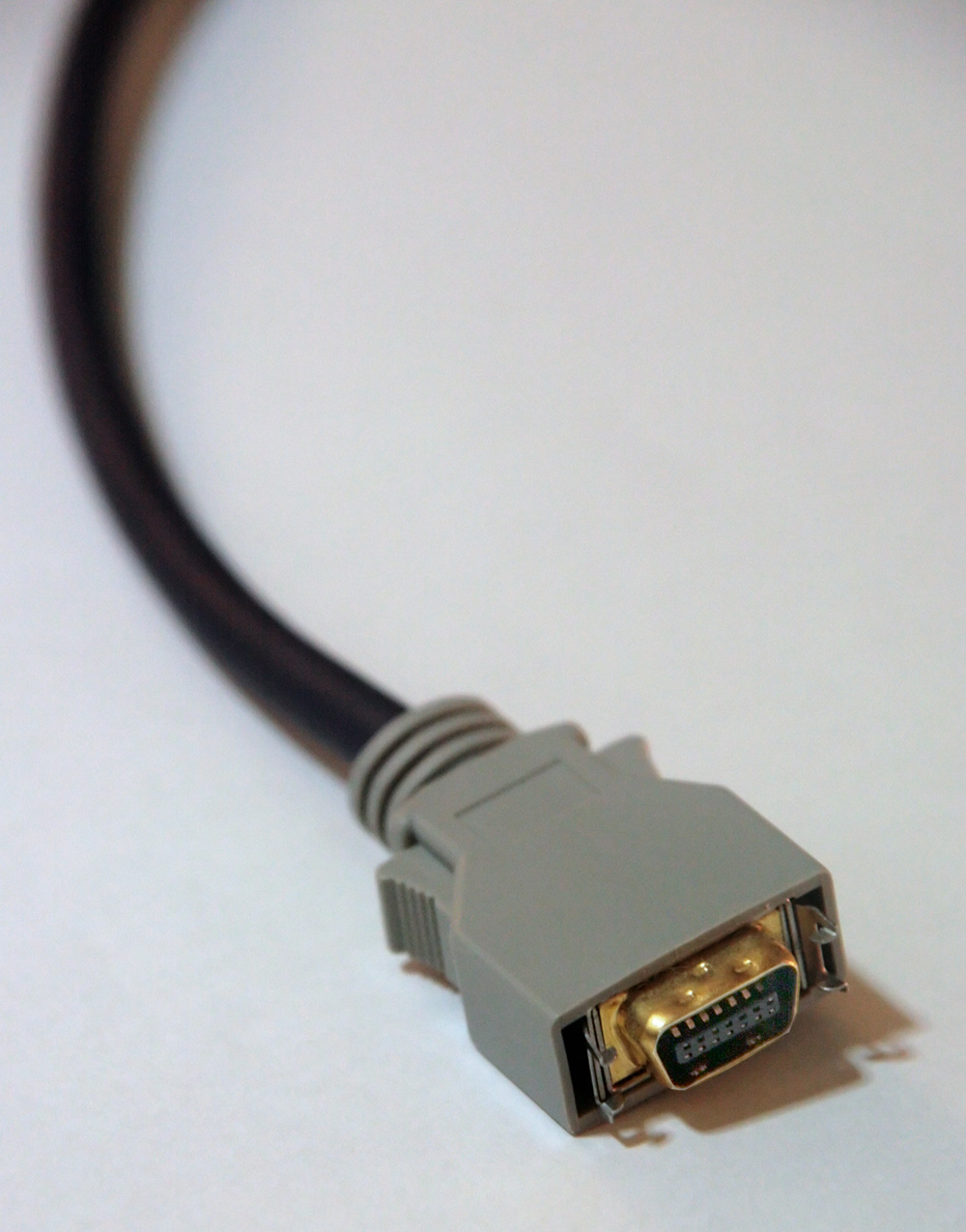
D端子
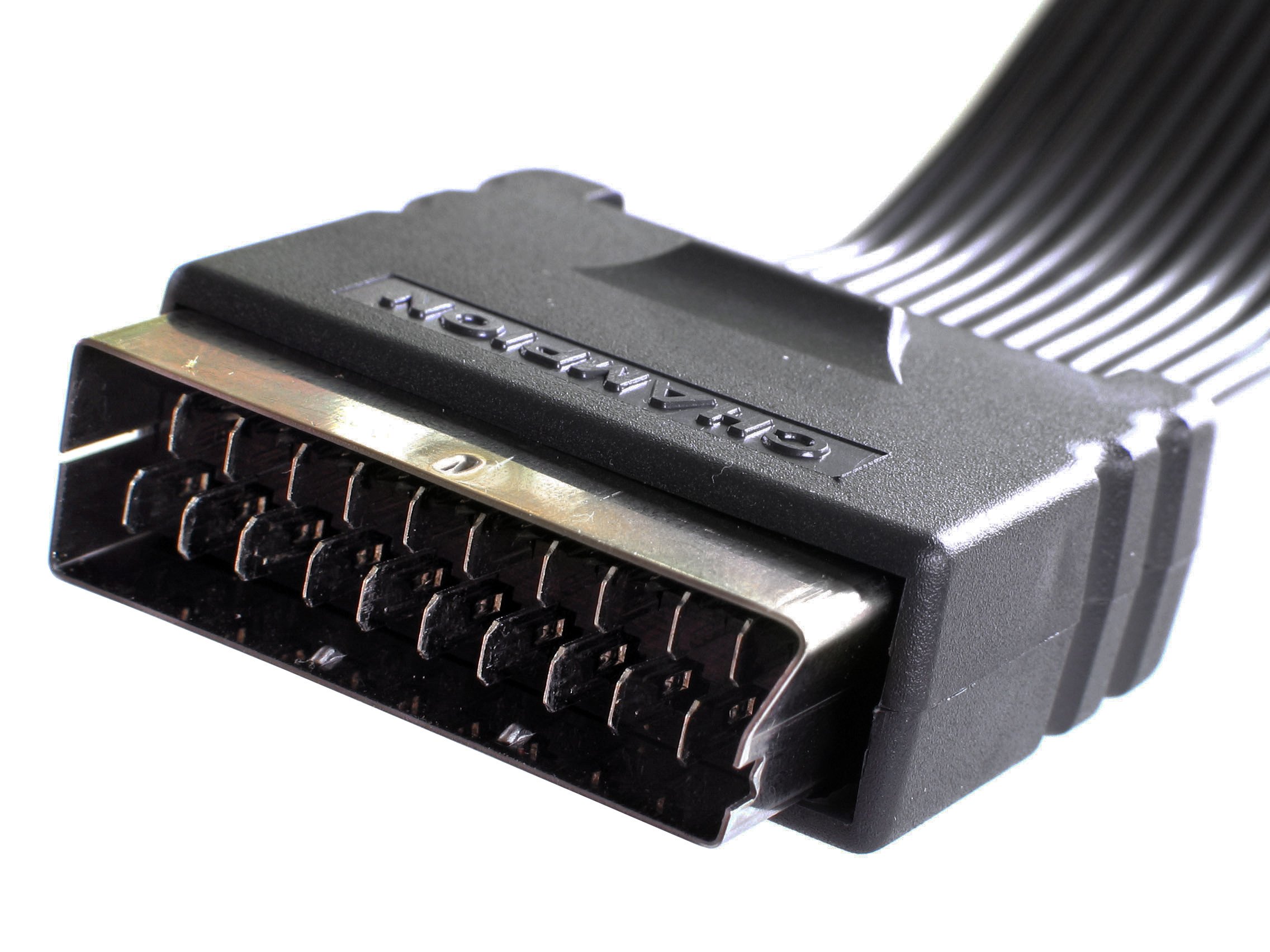
SCART端子
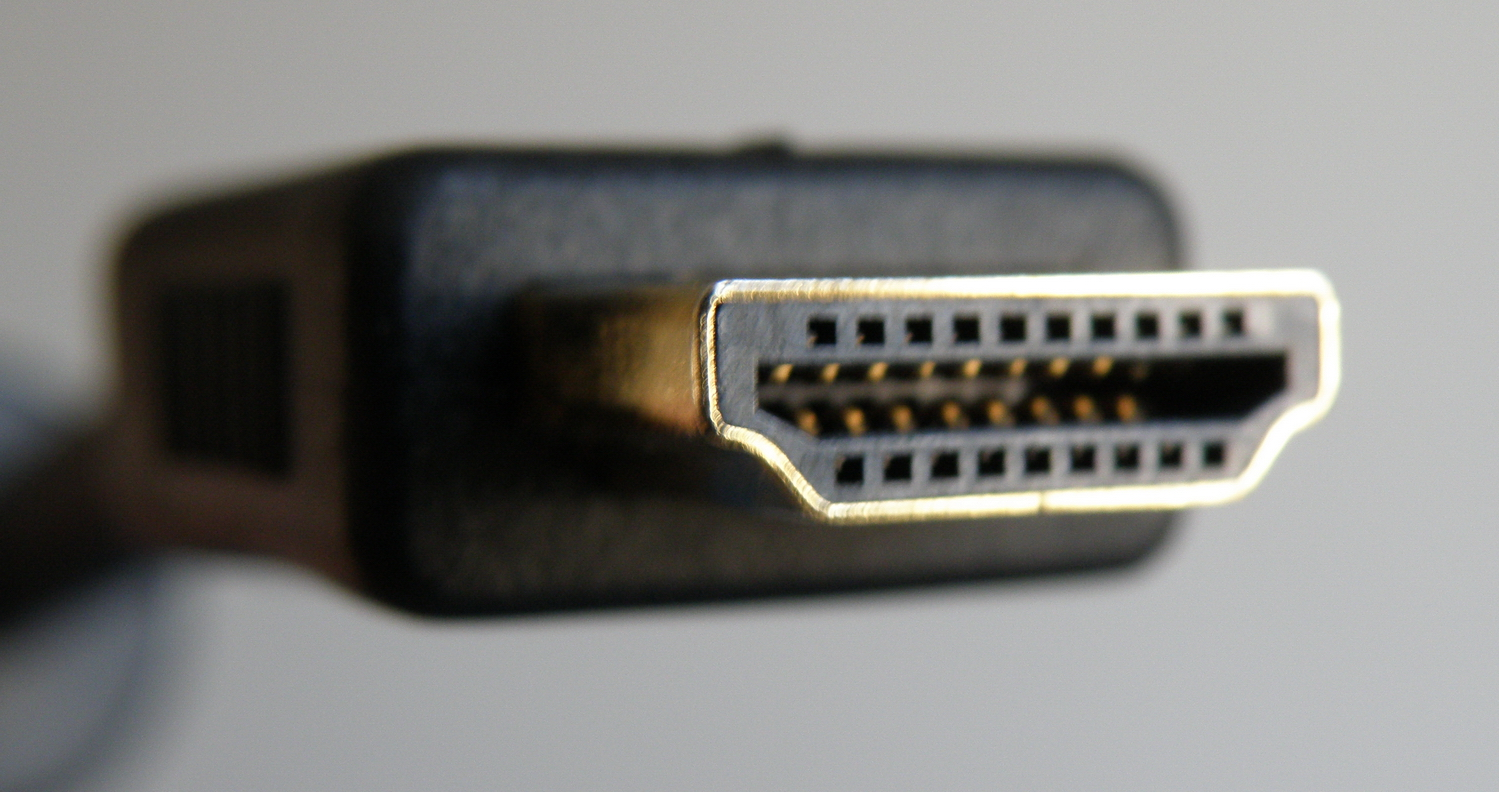
HDMI端子

フォーンプラグとフォーンジャックの各サイズ
マイクロフォン、イヤホンなどの音響機器用。
RF端子
「F栓コネクタ」とも。
RCA端子
家庭用AV機器において最も一般的に使われるものの一つ。日本ではピンプラグとも言う。機器間の接続に用いられることが多い。同軸ケーブルの接続に適するが、主として数十kHz以下の低周波領域で用いる。身近な用途としてオーディオ用の赤白ケーブルやビデオ用の黄赤白のケーブルなど。
接続が容易である半面、引っ張る力によって抜けてしまう場合がある。
プラグを差し込む際に信号が通る芯線のほうが外側のシールド（接地）より先に接続されるためオーディオ機器では音量を下げて接続しないとスピーカーを破損するおそれがある。抜くときも同様。
S端子
映像信号専用で、4ピンのミニDINコネクタを採用し、Y（輝度）信号とC（クロマ）信号を分離したまま伝送する方式。
コンポーネント端子
映像信号専用で、アナログのコンポーネント信号（Y,Cb,Cr）を伝送する方式。信号ごとにプラグが分かれている。
D端子
コンポーネント端子を１つの端子にまとめた物。構造上、コンポーネント端子よりも、やや信号伝送が劣化する。日本独自の規格のため、国際的にはあまり普及していない。
HDMI端子
映像と音声のデジタル信号を伝送する方式。
トスリンク端子
映像と音声のデジタル信号を光ファイバーで伝送する方式。
BNC端子
主に業務用AV機器で用いられる。同軸ケーブルの接続に向き、数GHzまでの信号に対応できる。接続を固定することが可能で、着脱も比較的簡単であり、信頼性が高いため、SDI端子にも採用されている。
VGA端子（RGB15ピン）
主に、PCの映像端子等に使用されている。プリインストールOSが、Windows 7等のPCに多い。
DV端子
ビデオカメラなどに採用されていた映像と音声のデジタル信号を伝送する方式。
SCART端子
ヨーロッパで最も標準的なAV端子。主にテレビとビデオ機器の間での接続に使用される。通常21ピンの端子が比較的大きな四角形の中に並んでいる。ユーロコネクター (Euroconnector)、ユーロ21等とも言われる。日本で使われているRGB21ピン端子はこれを元に開発されたものである。
S/PDIF
光角型
デジタル音声信号を光伝送するために用いられる端子。TOSLINKとも呼ばれる専用の端子である角型。
光丸型
ミニプラグ端子と形状に互換性がある。小型化が優先されるポータブル機器などでは、音声ミニプラグ端子と共用の端子として実装される。
同軸型
橙色の同コネクタ付きケーブルを用いてデジタル音声信号の伝送を行う。形状はRCA端子かBNC端子。

AVマルチ端子
PlayStation、PlayStation 2、PlayStation 3、一部のソニー製テレビに搭載。
フォーン端子（TRSフォーン）
民生用から業務用のオーディオ機器においてヘッドホンやマイクロフォンなど入出力装置に使われることが多い。また、シンセサイザーやエレキギターなど電気・電子楽器の接続にも広く用いられ、この用途のケーブルはシールド線と呼ばれる。大きさにより標準プラグ、ミニプラグなどがあり、用途によって使い分けられる。

DVI端子

XLR端子（XLRタイプコネクター）
放送用や業務用などのバランス伝送や、マイクロフォン等の接続に用いられる。
- 端子の形状
- フォーン端子
- BNC端子
- S端子
- D端子
- SCART端子
- HDMI端子